# Perséides (mythologie)
Dans la mythologie grecque, les Perséides (en grec ancien : Περσείδαι Perseídai,,, au singulier : Περσείδης Perseídēs ; en latin : Perseidae, au singulier : Perseides), sont les descendants de Persée.
Persée et Andromède eurent sept fils : Persès, Alcée, Héléos, Mestor, Sthénélos, Électryon et Cynouros ; et deux filles : Gorgophoné et Autochthé. Persès fut laissé en Éthiopie et serait selon la légende devenu l'ancêtre des Perses. Les autres descendants (depuis Électryon jusqu'à Eurysthée) régnèrent sur Mycènes, après quoi Atrée obtint le royaume. Le plus célèbre des Perséides était Héraclès, fils de Zeus et d'Alcmène, fille d'Électryon.

## Sources
- George A. Christopoulos, The Archaic Period, 1975 (lire en ligne)
- Edwin Guest, Origines Celticae, 1883 (lire en ligne)
- Carl Peter, Chronological Tables of Greek History, 1882 (lire en ligne)
- Pietro Vannicelli, Myth, Truth, and Narrative in Herodotus, 2012 (DOI 10.1093/acprof:oso/9780199693979.003.0011, lire en ligne), « The Mythical Origins of the Medes and the Persians », p. 265
- Florence Elizabeth Wallace, Color in Homer and in Ancient Art: Preliminary Studies, 1927 (lire en ligne)